# 蕭大封
蕭 大封（しょう だいふう、生没年不詳）は、南朝梁の皇族。汝南王。字は仁叡。

## 経歴
簡文帝蕭綱の九男として生まれた。はじめ臨湘公に封じられた。太清3年（549年）6月、宜都郡王に封じられた。大宝元年（550年）6月、侯景の乱から逃れて、江陵に逃亡した。9月、汝南郡王に封じられた。承聖3年（554年）、西魏の于謹の軍が江陵に侵攻してくると、大封は弟の蕭大圜とともに請和の使者として派遣され、実質の人質となった。保定2年（562年）、晋陵県公に封じられた。位は開府儀同三司に進んだ。大象2年（580年）、陳州刺史となった。

## 伝記資料
- 『周書』巻42 列伝第34
- 『南史』巻54 列伝第44